# Нортвест Харбор (Њујорк)
Нортвест Харбор (енгл. Northwest Harbor) насељено је место без административног статуса у америчкој савезној држави Њујорк.

## Демографија
По попису из 2010. године број становника је 3.317, што је 258 (8,4%) становника више него 2000. године.
| Група             | 2000.         | 2010.         |
| Белци             | 2.564 (83,8%) | 2.526 (76,2%) |
| Афроамериканци    | 111 (3,6%)    | 85 (2,6%)     |
| Азијати           | 32 (1,0%)     | 58 (1,7%)     |
| Хиспаноамериканци | 280 (9,2%)    | 605 (18,2%)   |
| Укупно            | 3.059         | 3.317         |